# Armênia nos Jogos Olímpicos de Verão de 2020

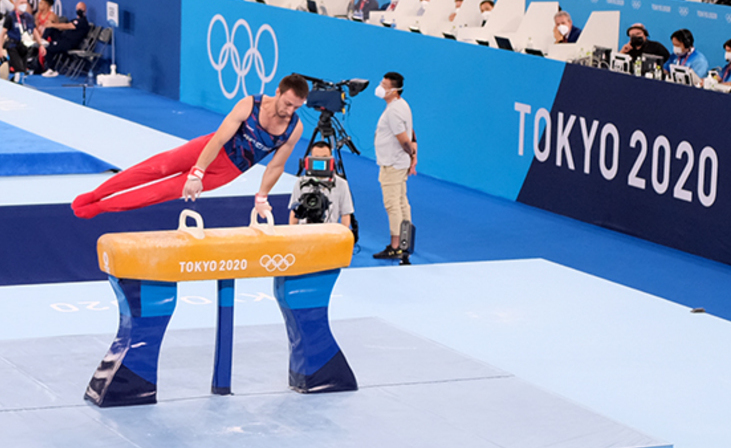
Ginasta armênio Artur Davtyan nas Olimpíadas de Tokyo 2020.

A Armênia deverá competir nos Jogos Olímpicos de Verão de 2020 em Tóquio. Originalmente programados para ocorrerem de 24 de julho a 9 de agosto de 2020, os Jogos foram adiados para 23 de julho a 8 de agosto de 2021, por causa da pandemia COVID-19. Será a 7ª participação consecutiva da nação na era pós-soviética

## Competitors
The following is the list of number of competitors in the Games.
| Sport          | Men | Women | Total |
| -------------- | --- | ----- | ----- |
| Atletismo      | 0   | 1     | 1     |
| Boxe           | 3   | 0     | 3     |
| Halterofilismo | 1   | 1     | 2     |
| Ginástica      | 1   | 0     | 1     |
| Judô           | 1   | 0     | 1     |
| Lutas          | 6   | 0     | 6     |
| Natação        | 1   | 1     | 2     |
| Tiro           | 0   | 1     | 1     |
| Total          | 13  | 4     | 17    |

## Atletismo
Atletas armênios receberam vaga de universalidade da IAAF para enviar uma atleta para as Olimpíadas.
- Nota– As posições para os eventos de pista são em relação à bateria do atleta
- Q = Qualificado para a próxima fase
- q = Qualificado para a próxima fase como o perdedor mais rápido ou, em eventos de campo, pela posição sem atingir o alvo para qualificação
- NR = Recorde nacional
- N/A = Fase não aplicável para o evento
- Bye = Atleta não precisou disputar aquela fase

Eventos de pista e estrada
Feminino
| Atleta              | Evento | Eliminatória | Eliminatória | Quartas-de-final | Quartas-de-final | Semifinal | Semifinal | Final     | Final   |
| Atleta              | Evento | Resultado    | Posição      | Resultado        | Posição          | Resultado | Posição   | Resultado | Posição |
| ------------------- | ------ | ------------ | ------------ | ---------------- | ---------------- | --------- | --------- | --------- | ------- |
| Kristina Alvertsian | 100 m  |              |              |                  |                  |           |           |           |         |

## Boxe
A Armênia escreveu três boxeadores para participar do torneio olímpico. Koryun Soghomonyan conquistou uma vitória nas oitavas-de-final da categoria mosca masculino no Torneio Europeu de Qualificação Olímpica de 2020 em Londres, Reino Unido, para garantir a vaga.
| Atleta             | Evento           | Fase de 32           | Oitavas-de-final     | Quartas-de-final     | Semifinais           | Final                | Final   |
| Atleta             | Evento           | Adversário Resultado | Adversário Resultado | Adversário Resultado | Adversário Resultado | Adversário Resultado | Posição |
| ------------------ | ---------------- | -------------------- | -------------------- | -------------------- | -------------------- | -------------------- | ------- |
| Koryun Soghomonyan | -52 kg masculino |                      |                      |                      |                      |                      |         |
| Hovhannes Bachkov  | -63 kg masculino |                      |                      |                      |                      |                      |         |
| Arman Darchinyan   | -75 kg masculino |                      |                      |                      |                      |                      |         |

## Ginástica

### Artística
A Armênia inscreveu um ginasta artístico para a competição olímpica. Programado para competir pela terceira vez, Artur Davtyan garantiu a vaga para o individual geral masculino e para os eventos de aparelhos após terminar em nono entre doze ginastas elegíveis para qualificação no Campeonato Mundial de 2019 em Stuttgart, Alemanha.
Masculino
| Atleta        | Evento           | Qualificação | Qualificação | Qualificação | Qualificação | Qualificação | Qualificação | Qualificação  | Qualificação  | Final    | Final    | Final    | Final    | Final    | Final    | Final         | Final         |
| Atleta        | Evento           | Aparelho     | Aparelho     | Aparelho     | Aparelho     | Aparelho     | Aparelho     | Classificação | Classificação | Aparelho | Aparelho | Aparelho | Aparelho | Aparelho | Aparelho | Classificação | Classificação |
| Atleta        | Evento           | So           | CA           | Ar           | SC           | BP           | BF           | Total         | Pos.          | So       | CA       | Ar       | SC       | BP       | BF       | Total         | Pos.          |
| ------------- | ---------------- | ------------ | ------------ | ------------ | ------------ | ------------ | ------------ | ------------- | ------------- | -------- | -------- | -------- | -------- | -------- | -------- | ------------- | ------------- |
| Artur Davtyan | Individual geral |              |              |              |              |              |              |               |               |          |          |          |          |          |          |               |               |

## Halterofilismo
Halterofilistas armênios qualificaram para duas vagas nos Jogos, baseado no Ranking de Qualificação Olímpica de 11 de junho de 2021.
Masculino
| Atleta            | Evento  | Arranque  | Arranque | Arremesso | Arremesso | Total | Posição |
| Atleta            | Evento  | Resultado | Posição  | Resultado | Posição   | Total | Posição |
| ----------------- | ------- | --------- | -------- | --------- | --------- | ----- | ------- |
| Simon Martirosyan | -109 kg |           |          |           |           |       |         |

Feminino
| Atleta           | Evento | Arranque  | Arranque | Arremesso | Arremesso | Total | Posição |
| Atleta           | Evento | Resultado | Posição  | Resultado | Posição   | Total | Posição |
| ---------------- | ------ | --------- | -------- | --------- | --------- | ----- | ------- |
| Izabella Yaylyan | -59 kg |           |          |           |           |       |         |

## Judô
A Armênia inscreveu um judoca para o torneio olímpico baseado no Ranking Olímpico Individual da International Judo Federation.
| Ferdinand Karapetian | -73 kg masculino | bye |  |  |  |  |  |  |

## Lutas
A Armênia qualificou seis lutadores para as seguintes categorias da competição olímpica. Dois deles terminaram entre os seis melhores no Campeonato Mundial de 2019 para garantir vagas na disciplina greco-romana (77 e 97 kg), enquanto duas vagas adicionais foram conquistadas por lutadores armênios que atingiram a final da disciplina livre masculino (57 e 65 kg) no Torneio Europeu de Qualificação Olímpica de 2021 em Budapeste, Hungria. Dois lutadores armênios conquistaram duas das vagas restantes na disciplina greco-romana (60 e 67 kg) para completar a equipe nacional, durante o Torneio Mundial de Qualificação Olímpica de 2021 em Sófia, Bulgária.
Chave:
- VT (pontos de classificação: 5–0 ou 0–5) – Vitória por queda
- VB (pontos de classificação: 5–0 ou 0–5) – Vitória por lesão (VF por WO, VA por desistência ou desqualificação)
- PP (pontos de classificação: 3–1 ou 1–3) – Decisão por pontos – o perdedor com pontos técnicos.
- PO (pontos de classificação: 3–0 ou 0–3) – Decisão por pontos – o perdedor sem pontos técnicos.
- ST (pontos de classificação: 4–0 ou 0–4) – Grande superioridade – o perdedor sem pontos técnicos e uma margem de vitória de pelo menos 8 (Greco-Romana) ou 10 pontos (livre).
- SP (pontos de classificação: 4–1 ou 1–4) – Superioridade técnica – o perdedor com pontos técnicos e uma margem de vitória de pelo menos 8 (Greco-Romana) ou 10 pontos (livre).

Luta livre masculino
| Atleta            | Evento | Oitavas de final     | Quartas de final     | Semifinal            | Repescagem           | Final / BM           | Final / BM |
| Atleta            | Evento | Adversário Resultado | Adversário Resultado | Adversário Resultado | Adversário Resultado | Adversário Resultado | Posição    |
| ----------------- | ------ | -------------------- | -------------------- | -------------------- | -------------------- | -------------------- | ---------- |
| Arsen Harutyunyan | −57 kg |                      |                      |                      |                      |                      |            |
| Vazgen Tevanyan   | −65 kg |                      |                      |                      |                      |                      |            |

Greco-romana masculino
| Atleta           | Evento | Oitavas de final     | Quartas de final     | Semifinal            | Repescagem           | Final / BM           | Final / BM |
| Atleta           | Evento | Adversário Resultado | Adversário Resultado | Adversário Resultado | Adversário Resultado | Adversário Resultado | Posição    |
| ---------------- | ------ | -------------------- | -------------------- | -------------------- | -------------------- | -------------------- | ---------- |
| Armen Melikyan   | −60 kg |                      |                      |                      |                      |                      |            |
| Karen Aslanyan   | −67 kg |                      |                      |                      |                      |                      |            |
| Karapet Chalyan  | −77 kg |                      |                      |                      |                      |                      |            |
| Artur Aleksanyan | −97 kg |                      |                      |                      |                      |                      |            |

## Natação
A Armênia recebeu convites de Universalidade da FINA para enviar seus dois nadadores de melhor ranking (um por gênero) para o respectivo evento individual nas Olimpíadas, baseado no Sistema de Pontos da FINA de 28 de junho de 2021.
| Atleta               | Evento                | Eliminatória | Eliminatória | Semifinal | Semifinal | Final | Final   |
| Atleta               | Evento                | Tempo        | Posição      | Tempo     | Posição   | Tempo | Posição |
| -------------------- | --------------------- | ------------ | ------------ | --------- | --------- | ----- | ------- |
| Artur Barseghyan     | 50 m livre masculino  |              |              |           |           |       |         |
| Artur Barseghyan     | 100 m livre masculino |              |              |           |           |       |         |
| Varsenik Manucharyan | 100 m livre feminino  |              |              |           |           |       |         |

## Tiro
A Armênia inscreveu uma atiradora nas Olimpíadas, após reaceber uma vaga realocada.
| Atleta            | Evento                      | Qualificação | Qualificação | Final  | Final   |
| Atleta            | Evento                      | Pontos       | Posição      | Pontos | Posição |
| ----------------- | --------------------------- | ------------ | ------------ | ------ | ------- |
| Elmira Karapetyan | Pistola de ar 10 m feminino |              |              |        |         |

Legenda de Qualificação: Q = Qualificado para a próxima fase; q = Qualificado para a medalha de bronze (espingarda)